# Ottoschmidtia microphylla
Ottoschmidtia  es un género monotípico de plantas con flores perteneciente a la familia de las rubiáceas. Incluye una sola especie: Ottoschmidtia microphylla (Griseb.) (1927). Es nativa del Caribe.

## Taxonomía
Ottoschmidtia microphylla fue descrita por (Griseb.) Urb. y publicado en Arkiv för Botanik utgivet av K. Svenska Vetenskapsakademien 21A(5): 85, en el año 1927.
Subespecies aceptadas
- Ottoschmidtia microphylla subsp. haitiensis (Urb.) Borhidi
- Ottoschmidtia microphylla subsp. microphylla

Sinonimia
- Stenostomum microphyllum Griseb.[3]

subsp. haitiensis (Urb.) Borhidi
- Ottoschmidtia haitiensis Urb.

subsp. microphylla
- Ottoschmidtia dorsiventralis Urb.